# Castello di Pollenzo

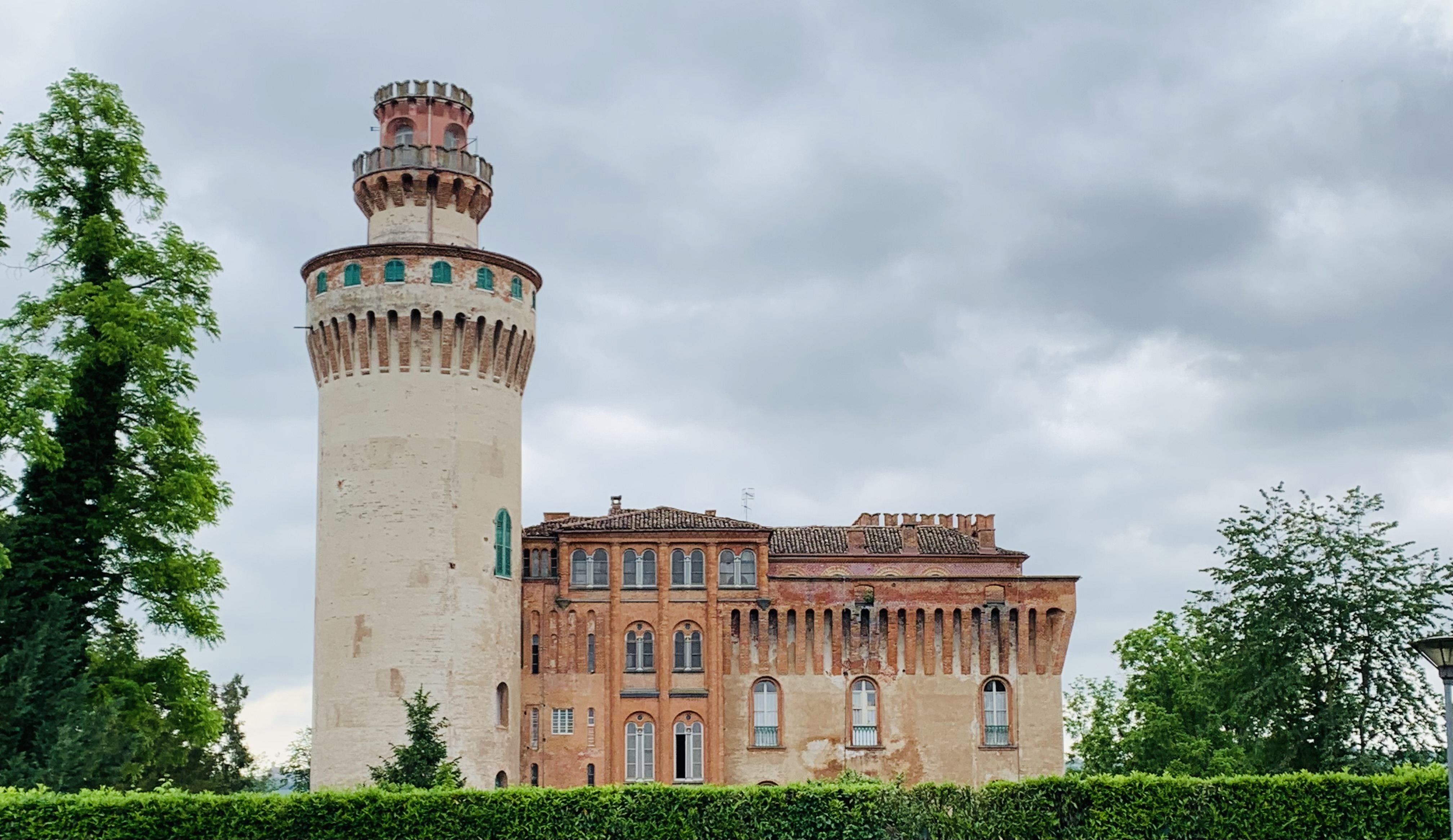
Il castello di Pollenzo, oggi privato e non visitabile

Il castello di Pollenzo è situato a Pollenzo, frazione di Bra (CN).
È una delle residenze sabaude riconosciute nel 1997 dall'UNESCO come patrimonio dell'umanità, nel sistema di castelli, palazzi ed edifici pubblici sorti per iniziativa dei duchi, dei principi e dei re della Casa Savoia, nei suoi differenti rami, tra cui, principalmente il ramo Savoia-Carignano, da cui proviene il re di Sardegna Carlo Alberto.

## Storia
Nella storia bimillenaria di Pollenzo ("Pollentia" per i romani) sono stati costruiti e distrutti più volte fortificazioni, castelli e chiese.

### Residenza feudale e rinascimentale
L'antica Pollenzo (il Museo di Bra - compreso nel circuito dei Castelli Aperti - espone reperti di epoca romana e altomedievale provenienti dagli scavi archeologici del sito), dopo aspre contese - nei secoli XII-XIII - tra i maggiori comuni del Basso Piemonte, che portarono alla sua completa distruzione, diventa sede di contea del patrizio visconteo Antonio Porro, che promuove la costruzione di un castello ad opera dell'ingegnere Andrea da Modena nel 1386; trascorsi pochi decenni, la rocca si trasforma in prestigiosa residenza feudale dei marchesi di Romagnano. Questi, nella seconda metà del Cinquecento, avvieranno un profondo rinnovamento del castello su modelli manieristi, che vanno messi in sistema con le coeve architetture del Saviglianese e del Saluzzese, oltre ad Alba e Casale Monferrato: pochi reperti scultorei e, maggiormente, i documenti, hanno consentito di ricostruire una superba fase storico-artistica destinata ad essere completamente cancellata tra gli anni 1832 e 1847.

### Trasformazioni carloalbertine
Il caso di Pollenzo in quegli anni sarà sintomatico della particolare visione romantica del committente - il re Carlo Alberto - anche per il mezzo dei suoi artisti indirizzati ad un revival gotico ormai lontano dai modelli di Horace Walpole: gli interventi dell'epoca carloalbertina comportarono la completa distruzione della maggior parte del borgo di epoca medievale e protomoderna, con la più parte degli insediamenti rurali e difensivi trecenteschi, della chiesa di San Vittore, del tessuto infrastrutturale del luogo (la viabilità interna ed esterna, i quattro "porti" tra Pollenzo, l'Isola e la sponda destra del Tanaro), ma in buona parte anche del castello, sia dell'esterno - di cui resta intatto o quasi il solo donjon - che dell'interno; nel nome della celebrazione di un ricreato medioevo, ma con frequenti e diffusi elementi di contraddizione nella forma classicheggiante più sfarzosa, idealizzata dall'architetto Pelagio Palagi.
Assieme al Palagi collaborarono, per gli edifici, l'architetto Ernesto Melano e, per il nuovo parco, l'architetto Xavier Kurten.
Il risvolto positivo dell'intervento sabaudo a Pollenzo è che le nuove realizzazioni vedono impegnati artisti che perseguono una forma progettata, per il nuovo aggregato così come per ogni minuto manufatto: è ciò che si è potuto qui affrontare, indagando le opere di Pelagio Palagi (di cui è stato anche rintracciato, nell'archivio palagiano dell'Archiginnasio di Bologna, il "vero" progetto neogotico, non realizzato, per le facciate del castello), di Ernesto Melano, di Carlo Bellosio, del Moncalvo e di Giuseppe II Gaggini. Con questi artisti, cui il sovrano demandò la riplasmazione dell'intera Pollenzo, fu chiamato a lavorare uno stuolo di altri artisti ed artigiani di grande professionalità (tra cui Pietro Cremona), che collaborarono per creare la nuova immagine del borgo, con la sua piazza con fontana, la sua chiesa, la cascina Albertina, il castello, e, fondamentalmente, la sua Agenzia.

### Il conte di Pollenzo
Vittorio Emanuele III abdicando il 9 maggio del 1946 assunse il nome di conte di Pollenzo.

### Passaggio di proprietà
A seguito del cambiamento istituzionale del 1946, il castello, così come le altre proprietà private di Casa Savoia, sono stati al centro di un contenzioso giudiziario che vide come esito la non confisca dei beni. Il castello e parte della relativa tenuta sono rimasti di proprietà della famiglia fino al 1972, anno in cui venne venduto ai Frus, proprietari dell'azienda di elettrodomestici Castor. La proprietà è tuttora privata.

## Chiesa di San Vittore

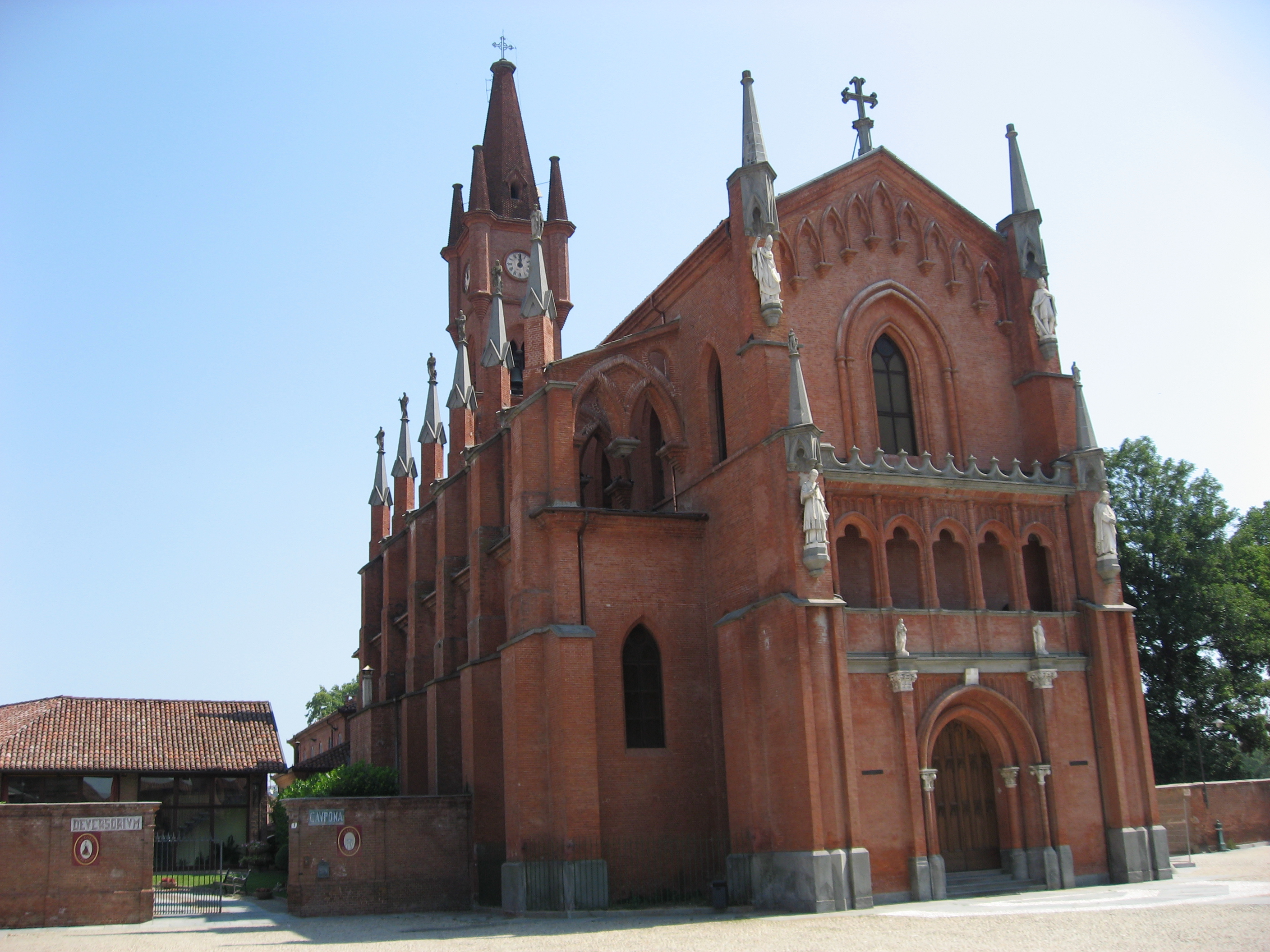
Chiesa di San Vittore

Collegata al castello è la chiesa di San Vittore, anch'essa costruita negli anni Quaranta dell'Ottocento, in forme neogotiche, da Ernesto Melano. Al suo interno si trovano un martirio di san Vittore dipinto da Carlo Bellosio e un prezioso coro ligneo del '500 proveniente dall'abbazia di Staffarda.

## Agenzia di Pollenzo
Oggetto di recupero funzionale, il complesso denominato l'Agenzia è un grande edificio "a corte" che si affaccia sulla piazza Vittorio Emanuele II, di fronte alla chiesa di San Vittore. Costruita a partire dal 1833, la sua funzione fu quella di ospitare la direzione generale dei terreni dei Savoia. Il re Carlo Alberto voleva creare un'azienda agricola modello nella quale sperimentare e migliorare la rendita delle attività agricole ed enologiche . Nel Dopoguerra la struttura cadde in uno stato di abbandono. Nel 2000, l'associazione Slow Food, con il sostegno di capitali pubblici e privati, acquistò la proprietà e iniziò un lavoro di ristrutturazione che terminarono nel 2004. Oggi il complesso racchiude la sede dell'Università di Scienze Gastronomiche, della Banca del Vino , dell'Albergo dell'Agenzia e del ristorante Garden .